# Oskaloosa (Iowa)

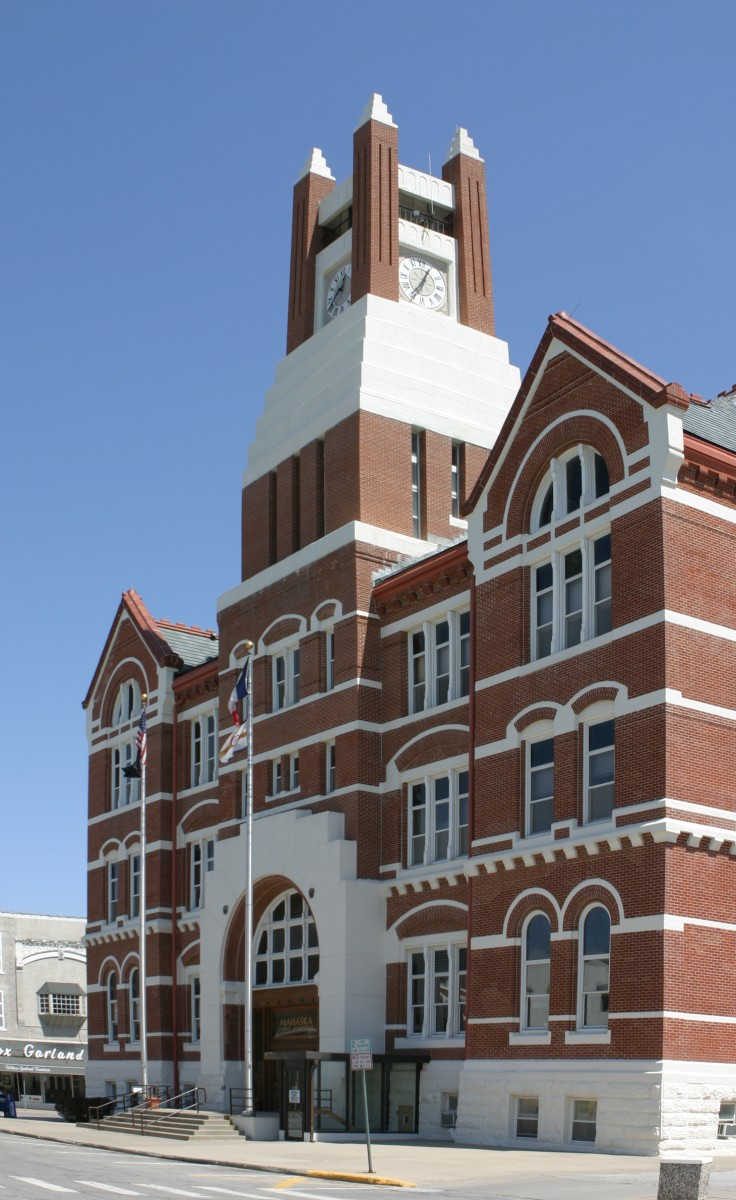
Budynek sądu

Oskaloosa – miejscowość w stanie Iowa. Powierzchnia miasta wynosi 17,8 km², według spisu powszechnego z 2008 populacja miasta wynosiła 10.938 osób.
W mieście znajduje się założony w przez kwakrów w 1873 uniwersytet William Penn University. W latach 1880−1926 w mieście funkcjonował system komunikacji tramwajowej.